# Lotte van Hoek
Lotte van Hoek (Vlijmen, 8 augustus 1991) is een Nederlands voormalig wielrenster.

## Carrière
Lotte van Hoek nam deel aan zowel wedstrijden op de weg als op de baan.
In 2003 behaalde zij haar eerste aansprekende resultaat toen zij bij de jeugd Nederlands kampioen op de weg werd. In 2005 werd ze opnieuw Nederlands kampioen op de weg. Bij de nieuwelingen-dames werd ze in 2006 kampioen van Zuidoost-Nederland in het tijdrijden en derde op het Nederlands kampioenschap op de weg. Een jaar later prolongeerde zij haar kampioenschap van Zuidoost-Nederland in de tijdrit en werd zij derde op hetzelfde onderdeel op het Nederlands kampioenschap.
Als junior werd ze in 2008 Nederlands kampioen tijdrijden en voegde daar nog derde plaatsen aan toe op het NK achtervolging en NK scratch, en een zesde stek op het NK op de weg. In 2009 werd ze opnieuw Nederlands kampioen tijdrijden bij de junioren. Met het team van RWC Ahoy behaalde ze het Nederlands clubkampioenschap ploegentijdrit en werd ze derde (met Winanda Spoor) op het NK koppelkoers.
Op het wereldkampioenschap tijdrijden in Moskou werd ze elfde en behaalde ze de derde plaats op het WK baan in Moskou (Amy Pieters en Winanda Spoor) bij het onderdeel ploegenachtervolging.
In Italië op het Europees kampioenschap behaalde ze een veertiende plaats op de tijdrit.
In 2010 werd ze 75e in de Ronde van Vlaanderen, een van de vijf wereldbekerwedstrijden van het seizoen.

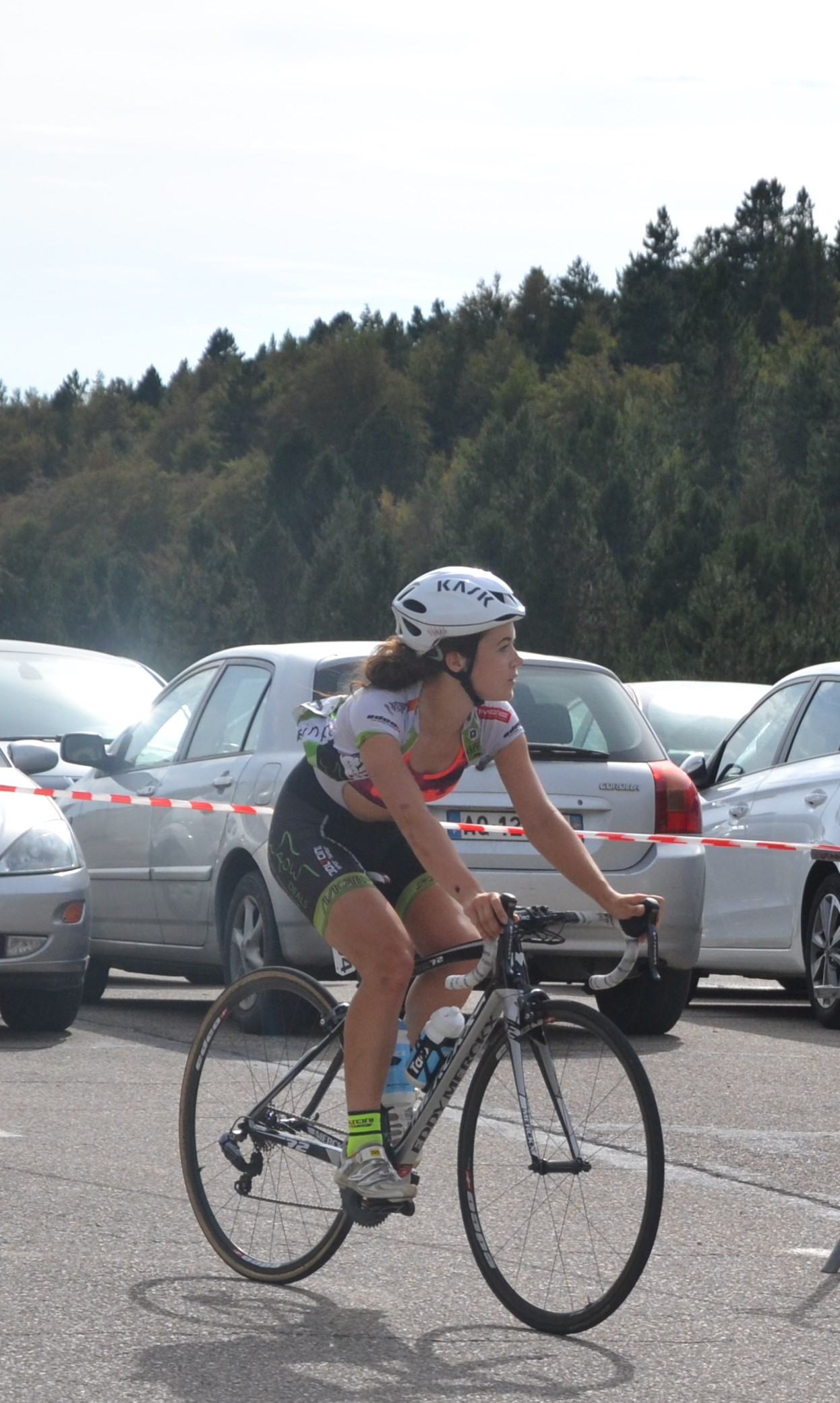
Van Hoek op de Mont Ventoux tijdens de Tour de l'Ardèche 2016.

Van Hoek tekende in 2015 een profcontract bij de Duitse ploeg Feminine Cycling Team. Vanaf 2016 reed Van Hoek voor het Belgische Lares-Waowdeals, dat in 2018 verder ging onder de naam Doltcini-Van Eyck Sport. Na drie seizoenen bij deze ploeg stopte ze met haar actieve wielercarrière.

## Overwinningen
2003
 Nederlands kampioen weg, Jeugd
2005
 Nederlands kampioen weg, Jeugd
2008
 Nederlands kampioen tijdrijden, Junioren
2009
 Nederlands kampioen tijdrijden, Junioren
 Nederlands kampioen ploegentijdrit, Elite
2010
1 aug. - Kortessem (België), Elite
2011
17 sept. - 53ste Ronde van Uden, Elite
2014
15 maart - 13e Omloop van Strijen, Elite
17 mei - KogaRonde van Zuidoost-Friesland, Elite
Borchers · Dietrich · Ehrler · Hahn · van Hoek · Lacher · Öschger · van der Zijden